# Journal of Health Monitoring
Das Journal of Health Monitoring ist eine Online-Publikationsreihe der Gesundheitsberichterstattung (GBE) des Bundes am Robert Koch-Institut (RKI). Die erste Ausgabe erschien am 28. September 2016. Das Journal erscheint vierteljährlich in deutscher und englischer Sprache.
In diesem Journal wurden mehrere ehemalige Veröffentlichungsformate der GBE zusammengefasst, beispielsweise die Online-Reihe "GBE kompakt".

## Profil
Das Journal liefert wissenschaftliche Daten und Analysen zu Gesundheitsthemen, die so aufbereitet sind, dass sie nicht nur Fachleuten, sondern auch einer interessierten Öffentlichkeit zugänglich sind. Die einzelnen Artikel werden vor der Veröffentlichung von unabhängigen wissenschaftlichen Gutachtern beurteilt (Peer-Review).
Erklärtes Ziel der Publikation ist es, Daten aus dem Gesundheitsmonitoring des Robert Koch-Instituts, aus amtlichen Statistiken, aus epidemiologischen Registern und von Sozialversicherungsträgern für die Verbesserung der Gesundheit der Bevölkerung (Public Health) bereitzustellen.

## Themen
Die Themen umfassen alle Bereiche der Gesundheit der Bevölkerung:
- körperliche und psychische Gesundheit
- Gesundheitsverhalten
- Risikofaktoren und Schutzfaktoren
- medizinische und pflegerische Versorgung.

Die erste Ausgabe befasst sich mit Daten und Trends zum gesundheitsschädlichen Alkoholkonsum in Deutschland und enthält einen „Fokusartikel“ sowie drei „Fact sheets“ (Alkoholvergiftungen, alkoholbedingte Unfälle und Sterblichkeit durch Alkohol).

## Bezugsmöglichkeiten
Alle Ausgaben des Journals sind über die RKI-Internetseite frei zugänglich.